# Jean-Marie Bonnassieux
Jean-Marie Bonnassieux (Panissières, 18 settembre 1810 – Parigi, 3 giugno 1892) è stato uno scultore francese.
Bonnassieux è stato soprattutto uno scultore "su ordinazione", che si specializzò in sculture a tema religioso. Egli iniziò la sua carriera di scultore studiando presso Jean-François Legendre-Héral a Lione, poi nell'atelier di Auguste Dumont a Parigi.

## Biografia

### Gioventù e studi
Jean Marie Bienaimé Bonnassieux nacque il 18 settembre 1810 a Panissières, figlio di Jeanne Vergoint e Mathieu Bonnassieux,  falegname.
Il suo interesse per la scultura si manifestò già nella giovane età, in particolare con delle figure ritagliate nel legno. Fu così che nel 1828 il curato della parrocchia del comune fece entrare Bonnassieux, d'accordo con suo padre, come apprendista presso tal Juveton, fabbricante di ornamenti per chiese a Lione. Nel 1832, ottenne la medaglia d'oro del concorso di fine anno e fu così esonerato dal servizio militare. Nel 1833, scolpì un Giacinto ferito dal disco di Apollo, che fu esposto all'Esposizione di Lione del 1833, poi al Salon del 1834.
Il giovane scultore fu notato da Jean-François Legendre-Héral, che lo accompagnò a Parigi nell'aprile 1834. Egli lo raccomandò a David d'Angers e a Victor Orsel e con l'occasione lo fece entrare nell'atelier di Denis Foyatier e poi in quello di Auguste Dumont. Legendre-Héral ebbe un'influenza particolare e positiva sulla sua vita poiché fu completamente devoto al suo allievo, dividendo con lui il suo tempo, la sua esperienza e anche, in casi di necessità, il suo portafoglio. L'artista ebbe a dire del suo maestro:
(Jean-Marie Bonnassieux)
Nell'autunno del 1834, Bonnassieux passò il concorso d'ingresso all'Scuola nazionale superiore di Belle Arti, ove fu ammesso al 7º posto. Durante il suo percorso alle Belle Arti studiò anatomia assistendo alle dissertazioni del dottor Terrasse a Clamart.
Queste osservazioni furono fonte di riflessioni per Bonnassieux, tanto che egli scrisse il 16 gennaio 1836 sul suo giornale:
((FR) Antoinette Le Normand, La tradition classique et l'esprit romantique : Les sculpteurs de l'Académie de France a Rome de 1824 a 1840, Académie de France a Rome, Éditions D’ell Elefante, 1981,  pp. 267, 378.)
.

### Viaggio a Roma
Nel 1836, Bonnassieux il 1º Gran premio di Roma con il suo bassorilievo La Morte di Socrate, che gli permise di entrare come pensionante Villa Medici a Roma dal 1836 al 1842. Egli vi ottenne numerose commissioni pubbliche e private, fra cui i numerosi busti dovuti alla sua abilità nel trattare i ritratti. Tra essi si possono citare il Busto di Lacordaire, situato a Parigi, o quello di Jeanne Hachette, visibile ai Giardini del Lussemburgo.
Nonostante il suo entusiasmo durante le sue première a Roma, Bonnassieux accumulò presto ritardi nel suo lavoro a causa dei numerosi attacchi febbrili di cui soffriva regolarmente. Alla fine del 1841, lo scultore non alloggiò più a Villa Medici ma fu costretto a installarsi in città fino al luglio del 1842 poter terminare il David, la sua scultura dell'ultimo anno.

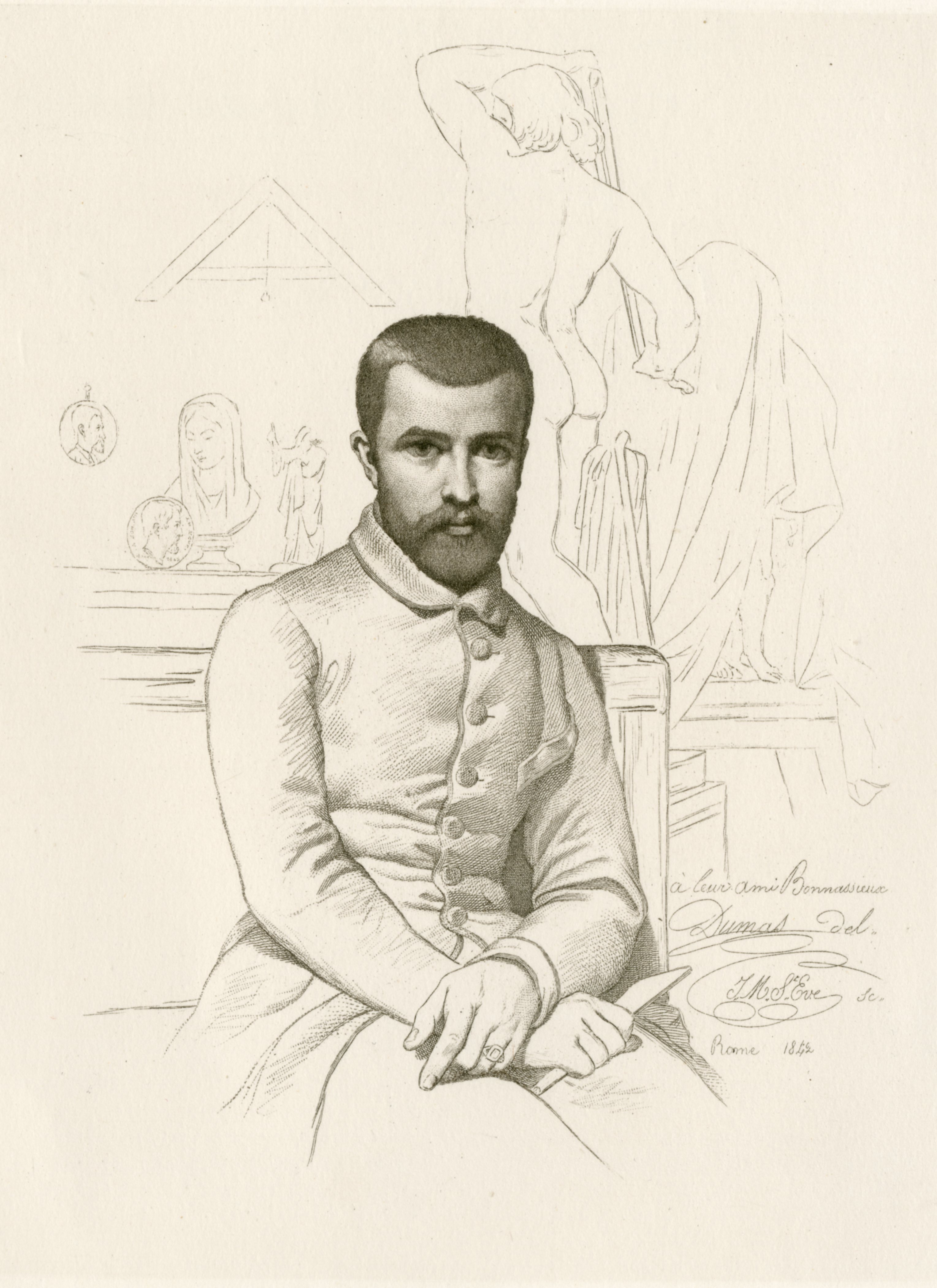
Michel Dumas, Portrait du sculpteur Bonnassieux, 1842. Incisione di Jean-Marie Saint-Ève.

### Carriera
Sotto il Secondo Impero, Jean-Marie Bonnassieux si vide affidare numerosi lavori a Parigi, in particolare il palazzo del Louvre, così come a Lione.
Nel 1844, realizzò un gruppo in bronzo per la fontana di piazza San Giovanni a Lione, a fianco dell'architetto René Dardel. La scultura rappresenta il battesimo di Gesù ed è sormontata da un'edicola da certi dettagli delle case adiacenti.
Tra il 1860 e il 1863, Bonnassieux scolpì Les Heures de la vie, marmo destinato a ornare una sala del Palazzo della Borsa di Lione..
Nel 1855 egli partecipò all'Esposizione universale dei prodotti dell'agricoltura, dell'industria e delle belle arti di Parigi (1855). Nello stesso anno egli divenne Cavaliere della Legion d'onore. A partire dal 1860, egli cominciò a specializzarsi in sculture religiose e produsse allora numerose statue della Vergine che furono poi riprodotte. Nel 1866, Bonnassieux fu eletto all'Accademia delle Belle Arti. Nel 1878, riprese la scultura monumentale, in particolare con la statua di Mons. Georges Darboy per la Cattedrale di Notre-Dame di Parigi il cui schizzo in terracotta è conservato a Parigi al Museo d'Orsay..

### I suoi allievi
Poco è noto sull'insegnamento di Bonnassieux. Si sa soltanto che egli ebbe qualche allievo come Jean Lagrange, Jean-Baptiste Hugues, François Truphème, così come Jean Valette a partire dal 1848, o ancora Giorné Viard dopo il 1845 a Parigi.

## Le sue opere

### Stile
Lo stile di Jean-Marie Bonnassieux si divide tra la corrente del neoclassicismo, allora in voga, e il genere dell'arte cristiana, al quale verranno associate le sue sculture religiose.
La caratteristica della corrente neoclassica si trova nella sua volontà di ritrovare «la ragione» (secondo il conte di Caylus). Per questo egli s'ispirava all'arte della Grecia antica allo scopo di rispondere agli «eccessi» dello stile rococò, affermando una nobile semplicità come una calma grandezza..
Jean-Marie Bonnassieux si distingue tra gli scultori per la sua pratica dell'arte cristiana nella quale eccelleva. Questa corrente aveva come scopo, nell'esaltazione del credo e dell'ideale religioso, di rappresentare l'infinita bontà di Dio attraverso la rappresentazione di varie figure di santi.
La scultura religiosa conquistò ampiamente lo spazio pubblico nel XIX secolo. Essa fu la testimonianza della reazione cattolica sotto il pontificato di papa Pio IX, che proclamò, in particolare, il dogma dell'Immacolata Concezione l'8 dicembre 1854.

### La Morte di Socrate

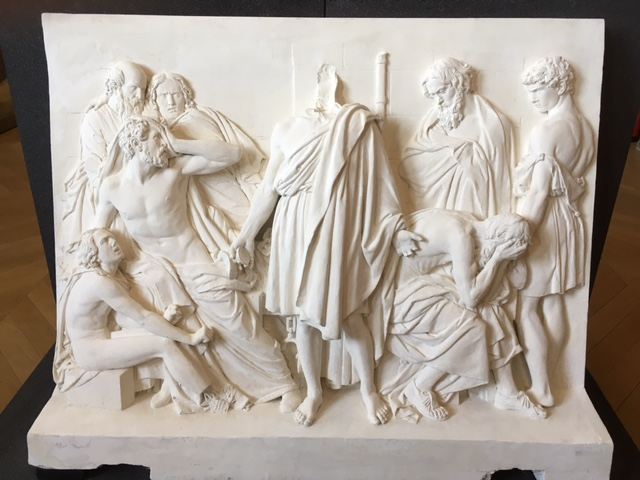
La Morte di Socrate o Socrate che beve la cicuta (1836), Parigi, Scuola Nazionale superiore delle Belle Arti.

Jean-Marie Bonnassieux realizzò nel 1836 La Morte di Socrate, chiamata anche Socrate che beve la cicuta, che gli permise di ottenere il grand prix de Rome di scultura del medesimo anno. Quest'opera lanciò la carriera del suo scultore. Grazie a questo premio Bonnassieux divenne pensionato della Villa Medici a Roma dal 1836 al 1842.
Bonnassieux lavorò subito a Roma prima di rientrare in Francia ove lavorerà per il resto della sua vita..
La Morte di Socrate è un bassorilievo in gesso che, per il suo rigore neoclassico, risponde alle attese degli insegnamenti accademici del XIX secolo. La composizione è articolata intorno a Socrate, figura centrale inserita in un triangolo isoscele. Da una e dall'altra parte i suoi discepoli formano dei triangoli rettangoli..
Un abbozzo in terra e uno schizzo in gesso dell'opera sono conservati nella collezione di un discendente dello scultore..

### Amore si taglia le ali

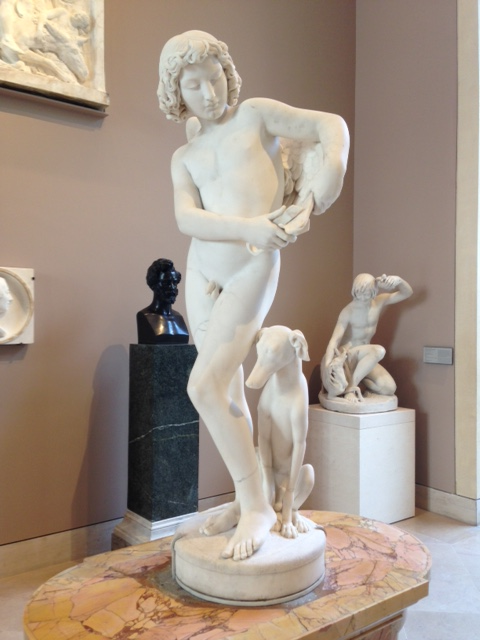
L'Amore si taglia le ali (1841), Parigi, museo del Louvre.

La scultura Amore si taglia le ali fu realizzata da Bonnassieux nel 1841. Ed è oggi conservata nel museo del Louvre a Parigi. Questa statua in marmo, finemente eseguita, propone una composizione originale e graziosa. Una certa influenza di Bouchardon può essere riscontrata nella torsione del corpo e l'inflessione delle gambe del personaggio. Bonnassieux si sarà probabilmente inspirato ad Amore si ritaglia un arco dalla mazza di Ercole, che lui aveva potuto ammirare nel museo del Louvre, così come nei Musei Capitolini.
Quest'opera conobbe un grande successo dalla sua esposizione a Roma nel mese di aprile del 1841. Durante il trasporto per il rientro a Parigi, il 3 giugno 1841, l'opera subì dei danni: le gambe si ruppero in più pezzi e il cane si distaccò completamente dal complesso. La scultura fu rapidamente restaurata negli atelier del Louvre.
Bonnassieux, amando la sua opera, fu particolarmente afflitto per questo accaduto, come si espresse in una lettera indirizzata al suo maestro e amico Auguste Dumont, il 19 agosto 1841:
(Dalla lettera di Bonnassieux del 19 agosto 1841 a Dumont)
.

### I bassorilievi della chiesa di San Medardo a Tremblay-en-France
Il comune di Tremblay-en-France (Senna-Saint-Denis) ospita due bassorilievi realizzati da Jean-Marie Bonnassieux nel 1882. Le due scene presentano dei passaggi dell'infanzia del Cristo, l'Adorazione dei pastori e la Fuga in Egitto. Essi gli furono espressamente ordinati per la chiesa da parte di Monsieur Turenne, un ricco membro del consiglio comunale della città. I due bassorilievi, presentando delle fessure, sono stati restaurati e rimessi al loro posto nella primavera del 2007.
L'Adorazione dei pastori è concepito in una composizione classica. Al centro Gesù Bambino è coricato nella sua mangiatoia, circondato dai genitori. Dietro a San Giuseppe i pastori presentano i loro omaggi al neonato. Dietro a Maria sono presenti cinque angeli in volo. Lo spazio è strutturato dai raggi luminosi che emanano dal corpo del Bambino, che testimoniano la sua essenza divina. In questa rappresentazione accademica Bonnassieux riprende senza sorprese l'iconografia tradizionale biblica.
Il rilievo della Fuga in Egitto propone una composizione più dinamica dell'altro. A sinistra Maria e Gesù sono seduti sull'asino. A destra Giuseppe guida l'animale prestando tutta l'attenzione alla famiglia. Il movimento è suggerito dalle vesti dei personaggi che svolazzano verso sinistra, come le foglie di una palma che prendono la stessa direzione. Quest'albero permette parimenti di porre la scena in un contesto orientale..

## Opere in collezioni pubbliche
(elenco incompleto)

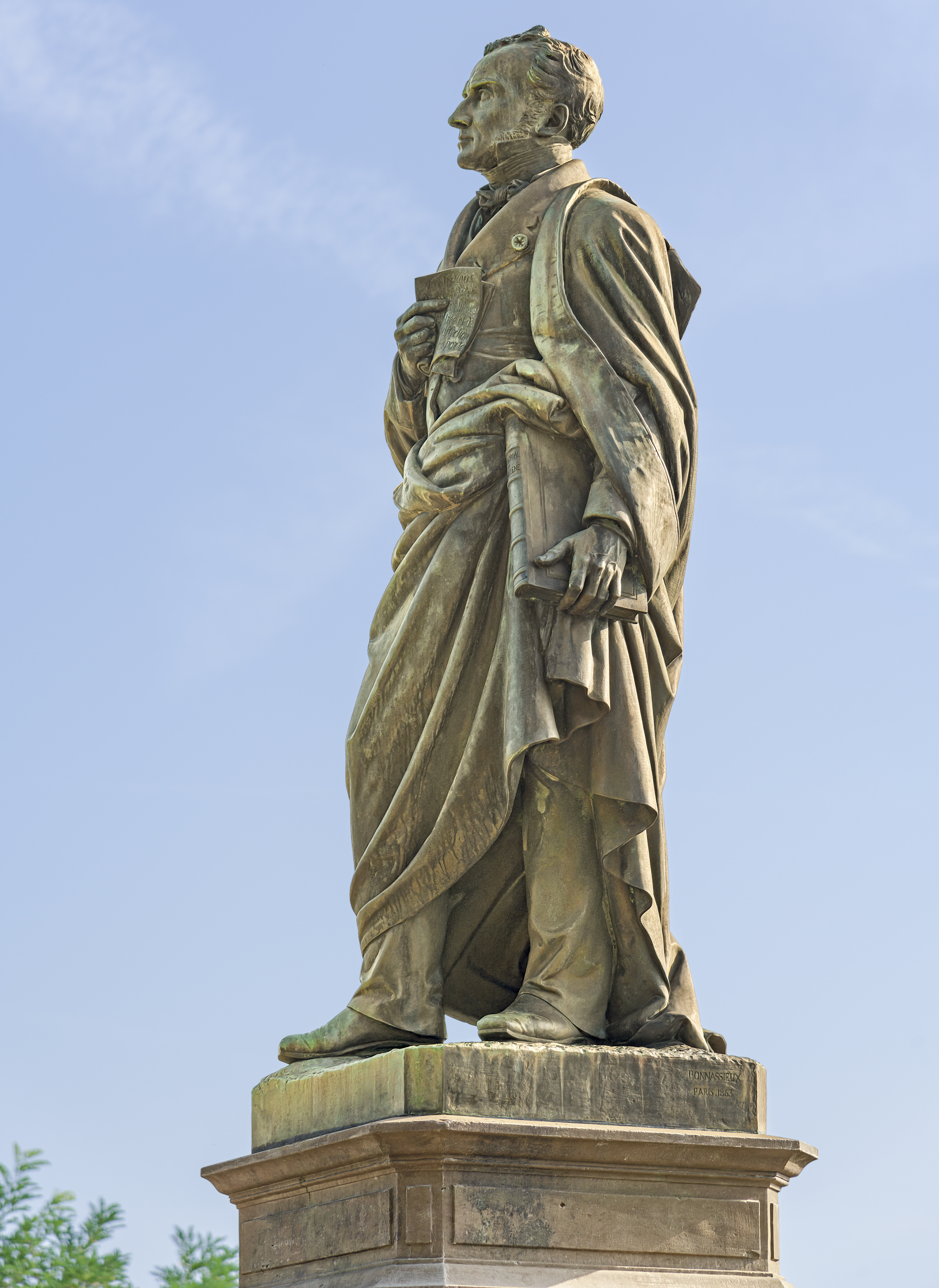
Monumento a Las Cases, conte dell'Impero, 1863

- Arcueil, collegio Albert-Le-Grand: R.P. Captier, 1878, statua in marmo.
- Bagnères-de-Bigorre, antica chiesa del Carmine, frontone: La Moltiplicazione dei pani, 1856, bassorelievo.
- Brest (cimitero): La Vergine con angeli, 1856, marmo che orna la tomba di M.me Menu du Menil, rappresenta la defunta con le sue due figlie, tutte e tre vittime di un'epidemia.
- Dreux:
  - cappella reale : Angelo, 1845, gesso.
  - Museo d'Arte e di storia: Resurrezione, 1845, bassorilievo in terracotta.
Il vigore e la spontaneità dell'esecuzione drammatizzano la composizione raggiante della scena: i personaggi sono disposti seguendo linee oblique che divergono dalla tomba.
- La Flèche, piazza Enrico IV: Monumento a Enrico IV, 1856, statua in bronzo di circa 2,50 m, sormontante la fontana di piazza Enrico IV, la statua è inspirata a una statua di Guillaume Dupré[11] · [12].
- Lavaur, Place de la Résitenceo: Monumento a Las Cases, conte dell'Impero, 1863, bronzo[13].
- Le Puy-en-Velay: Statua di Notre-Dame de France, gruppo statuario in ghisa. L'8 settembre 1855, giorno della celebrazione della natività della Vergine, il generale Pélissier fu vincitore durante la guerra di Crimea all'assedio di Sebastopoli. In segno di gratitudine, Bonnassieux consigliò il vescovo, Mons. de Morlhon di chiedere all'imperatore Napoleone III qualcuno dei cannoni catturati al nemico per costruire la statua che la diocesi di Le Puy-en-Velay volle dedicata a Notre-Dame de France. Scolpita da Jean-Marie Bonnassieux, la statua fu realizzata in ghisa ottenuta dalla fusione di 213 cannoni dell'assedio di Sebastopoli e fu inaugurata il 12 settembre 1860 davanti a 120 000 persone. Essa misura 16 metri di altezza, che giungono a 22,70 includendo il piedistallo in pietra (rivestito in ferro), e pesa 110 tonnellate (835 includendo il piedistallo).[14].

- Lione, museo delle Belle Arti:

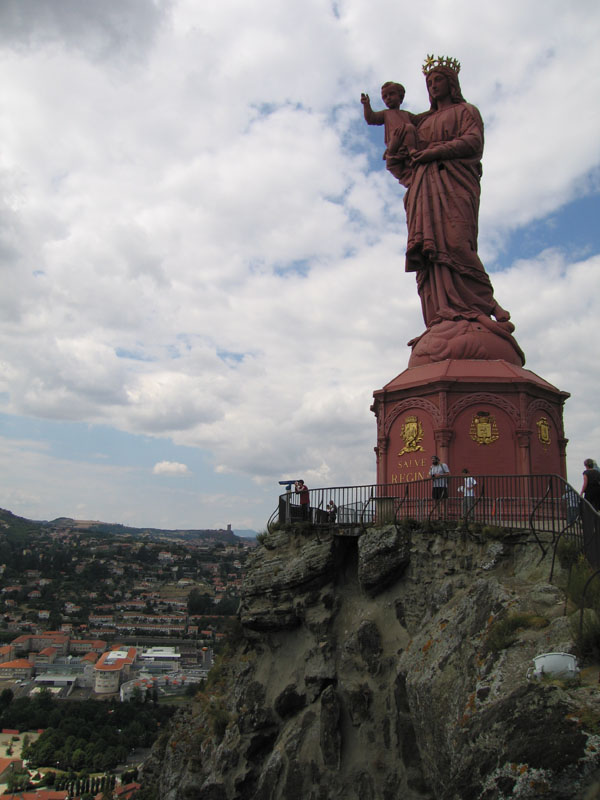
La Statua di Notre-Dame de France

  - La Modestia, 1846, marmo. Nel 1837, Bonnassieux fece il ritratto di una giovane contadina per M.  Rambourg (opera non localizzata). Un gesso patinato a mo' di terracotta si trova a Parigi nella collezione Armagnac (n. 124). Un marmo del 1841 fu inviato a Parigi nel 1842 ed esposto ai Petits-Augustins con i lavori dei pensionanti di Villa Medici (opera non localizzata). Un marmo, eseguito a Parigi, si trovava nell'atelier di Bonnassieux fino alla sua morte (opera non localizzata). Un marmo fu eseguito per Monsieur Terrat di Parigi nel 1884 (opera non localizzata). Un altro fu eseguito per la baronessa de Rothschild nel 1891 (opera non localizzata);
  - Monsieur Terme, sindaco di Lione e deputato del Rodano, 1845, busto in gesso, n°A2834. Ordinativo della città di Lione nel 1844, esposto nel 1846;
  - Ritratto di A. Bernard, 1852, medaglione in bronzo, nº43.2.103. Medaglione per il suo amico A. Bernard. Dono dell'artista nel 1880;
  - Pierre Simon Ballanstre, busto, n°A2825;
  - André-Marie Ampère, 1849, busto in marmo, n°A2826;
  - Jean-François Legendre-Héral, marmo, n°B346, 1879. Ordinativo per il museo di Lione;
  - Ritratto di donna, 1885, marmo, n°H2046.
- Montbrison: Monumento a Victor de Laprade, 1888, bronzo.
- Roanne, museo delle Belle Arti e di Archeologia Joseph-Déchelette: Willy Campbell bambino, 1843, statua in gesso.
- Parigi :
  - Cattedrale di Notre-Dame:Mgr Georges Darboy, 1878, statua in marmo.
  - cimitero di Père-Lachaise: Jean-Dominique Ingres, 1868, busto in marmo che adorna il luogo di sepoltura del pittore.
  - Scuola Nazionale Superiore di Belle Arti:
    - Socrate che beve la Cicuta, 1836, modello in gesso. Ottiene il prix de Rome nel 1836. Quest'opera si caratterizza per il suo altorilievo e il suo bassorilievo. Il bassorilievo in gesso è una vecchia prova dal secondo schizzo eseguita da Jean-Marie Bonnassieux durante il concorso per il Prix de Rome. Esiste un altro schizzo meno riuscito conservato dalla sua famiglia;
    - Focione, 1838, tutto tondo in marmo, nº119. Realizzato quando Bonnassieux era pensionato dell'Accademia di Francia a Roma. Copia in marmo dalla statua dei Musei Vaticani. Omaggio all'uomo di stato e generale ateniese che combatté i Macedoni e finì col dover bere la cicuta. Esso comparve con il nome di Ulisse tra gli ambasciatori di Agamennone e ispirò numerose figure nelle parti proposte al Prix de Rome.

  - Chiesa delle Missioni estere: Santa Chiara, 1879, statua in legno.
  - Chiesa di San Francesco Saverio a Parigi: statua della Vergine nella cappella assiale.
  - Musée de l’armée : Arthur-Jules Morin, 1883, busto in marmo, nº4354. Ordinato dallo Stato nel 1880.
  - Museo del Louvre :
    - Amore che si taglia le ali detto L’Amore fedele, 1840, gesso. Il modello fuso nella primavera del 1838 ed esposto a Villa Medici nel gennaio 1840, non è localizzato. Il marmo, esposto a Roma nell'aprile 1841 e inviato a Parigi in giugno, si ruppe durante il tragitto ma fu restaurato al Louvre. Medaglia d'oro dell'esposizione degli invii di Roma ai Petits-Augustins nel 1842. Louvre nº963. Il bronzo del 1841 fu esposto al Musée du Luxembourg e poi, dopo la morte di Bonnassieux, assegnato al Museo del Louvre;
    - La Meditazione, 1855, marmo, nº4620. Esposizione universale del 1855, Esposizione di Londra nel 1862. Opera di tradizione neoclassica, destinata inizialmente alla corte del Palazzo del Louvre, poi alla Biblioteca imperiale. Andata distrutta nell'incendio del Palais-Royal nel 1871. Una riproduzione in marmo è stata posta nel museo del Luxembourg.
    - Coronamento del frontone del padiglione di Marsan alle Tuileries. Quest'opera era destinata in origine alla Corte dei Conti a seguito di una ordinazione statale.

  - Museo d'Orsay : Mons. Georges Darboy, verso il 1872, schizzo in terracotta.
- Poitiers, cattedrale di San Pietro : Il Cardinale Pie, 1888, marmo.
- Roanne, museo delle Belle Arti e di archeologia Joseph-Déchelette: Willy Campbell, 1841. Eseguita quando la famiglia Campbell soggiornava a Roma. Donata al museo di Roanne dalla famiglia Bonnassieux.

Il marmo fu tagliato nel 1841 e inviato grezzo a Parigi. Realizzata nel 1843 e inviata a Sydney. Il bambino è rappresentato nudo, seduto su un cuscino. Questi ritratti di bambini, in piedi, conobbero un certo successo dall'inizio del secolo. Non localizzato.
- Saint-Cyr-au-Mont-d'Or, chiesa: La Vergine madre, 1881, statua in marmo.
- Saint-Raphaël, Basilica di Notre-Dame de la Victoire: San Francesco d'Assisi che stringe la Coce, 1891. Ultima opera di Jean-Marie Bonnassieux. Ordinata dal padre cappuccino Moyse per la cattedrale grazie al generoso contributo dei fedeli.
- Tarare, chiesa di Santa Maddalena: decorazioni, 1884.
- Tremblay-en-France, chiesa di San Medardo:
  - La Nascita del Cristo, 1880, bassorilievo in terracotta;
  - La Fuga in Egitto, 1882, terracotta. Opera ordinata da Monsieur Turenne, benestante e membro del consiglio comunale della città di Tremblay. In quest'opera Giuseppe guida il gruppo. I viaggiatori sono rappresentati in movimento come mostrano le loro vesti che svolazzano sulla sinistra. Contrariamente a ciò che era stato in precedenza rappresentato con mancanza di conoscenza dei paesi orientali, grazie alla campagna d'Egitto di Napoleone Bonaparte nel 1798, fu possibile dare un quadro realistico della situazione ponendola al centro di palmeti. Questa interpretazione di terre deserte paiono avvicinarsi alla realtà meglio delle precedenti ove le scene erano poste in un paesaggio europeo;
  - L'Adorazione dei pastori, 1882, terracotta[15]. Composizione classica centrata sulla figura di Gesù. Dietro a Giuseppe si possono vedere i pastori che mostrano la loro deferenza a Gesù e, dietro a Maria, cinque angeli che volano. La presenza di un bue e di un asino completano l'iconografia della scena secondo le aspettative di rappresentazione di questo episodio biblico. L'insieme dei raggi converge verso Gesù: Bonnassieux si preoccupa in effetti di rappresentare il ruolo spirituale di guida che è di Gesù nel mondo della cristianità. Ordinato da Monsieur Turenne.
- Troyes, museo delle Belle Arti, giardini di Chevreuse: Davide che tende la fionda, 1844, bronzo. Il modello in gesso fu realizzato presso la Villa Medici a Roma nel 1840. Soggetto di commiato del suo ultimo anno di vita, esposto a Roma nell'aprile 1842, fu conservato a Villa Medici fino al 1877 per essere poi inviato a Parigi per essere colato in bronzo (opera non localizzata). Un modello in gesso fu realizzato nel 1841, rotto nel 1897 presso il Palazzo del Louvre mentre lo si imballava per l'invio al Museo delle Belle Arti di Lione. Bonnassieux chiese che gli fossero inviati i pezzi al Louvre per colarne un modello in bronzo.

### Altre opere
- L'Abate Gerbet, 1840, busto in bronzo dell'amico di Lacordaire e vescovo di Perpignano, eseguito a Roma nel 1840. Tre busti furono scolpiti per riferimento, tra i quali quelli di Lacordaire. Opera non localizzata.
- Il battesimo dei primi cristiani, bassorilievo, gesso, Roma, 1842. Eseguito a Roma e inviato a Parigi per la fusione in bronzo, l'opera non è stata localizzata.
- Un bronzo dorato del 1842 fu ordinato da Mons. Forbin-Janson a Roma (carcere Mamertino). Il gesso dorato rimpiazzò il bronzo che non era ancora pronto nel giugno 1842 per la festa dei Santi Pietro e Paolo. Il rilievo è composto molto semplicemente attorno ai due apostoli il cui ruolo principale è sottolineato dall'ampiezza delle loro vesti. Bonnassieux sottolinea con la semplicità dell'insieme l'importanza che egli attribuiva al carattere spirituale dell'opera (opera non localizzata).
- Regina, testa di studio, 1843. Modellata a Roma, opera non localizzata.
- Grazia, testa di studio, 1843. Modellata a Roma, opera non localizzata.
- Giacinto ferito dal disco di Apollo, 1833, opera non localizzata.
- Mercurio addormenta Argo, 1838, bassorilievo in gesso. Eseguito a Firenze ed esposto a Roma nel 1839 e a Parigi nel 1840. Quest'opera doveva essere realizzata nel suo secondo anno nel quadro di un lavoro di bassorilievo. (opera non localizzata).
- Néna, testa di studio, 1838. Eseguita ed esposta a Roma nell'aprile 1839 e poi a Parigi nel 1840. Ingres sostenne che Bonnassieux l'avesse resa "storica", ma Bonnassieux si oppose considerandone il carattere ritrattistico (opera non localizzata).
- Conte Olivier de La Rochefoucauld, verso il 1840, medaglione eseguito a Roma e spedito a Parigi nel 1841 (opera non localizzata).
- Padre Lacordaire, 1840, busto in bronzo (opera non localizzata).
- Principessa de Beauvau, 1841, busto in marmo. Modello eseguito a Roma in un giorno (opera non localizzata).
- Il Battesimo del Cristo, 1844 (opera non localizzata).
- Ville, testa di studio, 1841, gesso. Eseguita a Roma nell'aprile 1841 per il David, poi spedita a Parigi in giugno. Giudicando Bonnassieux che la statua avesse una fronte troppo bassa e qualcosa di mascolino, le mise una corona murale. Egli procedette come con La Modestia, con una disinvoltura alla quale fu sensibile l'Accademia (opera non localizzata).
- La Resurrezione, 1845 (opera non localizzata).
- Contessa de La Bunarada, 1841, busto (opera non localizzata, se essa fu veramente eseguita).
- Il Saggio che accoglie la Verità e respinge l'Errore, 1878 (opera non localizzata).
- Alcione e Ceice, 1841, schizzo in gesso. Eseguito molto rapidamente a Roma, esposto nell'aprile 1841 e poi inviato in giugno a Parigi. Bonnassieux esitò ad eseguire quest'opera poiché stava lavorando all'Amore si taglia le ali e l'Accademia lo rimproverò il suo scarso investimento giudicando che:

 Bonnassieux sperava che l'Accademia sarebbe stata più indulgente vedendo il suo lavoro in gesso con Amore, ma non fu così (opera non localizzata).
- Contessa di Caraman, 1842, busto in marmo, nº135. Inviata allo stato di bozza a Parigi nel 1842, esposta al Salone del 1844. Senza dubbio l'ultima opera compiuta a Roma da Bonnassieux. Anticamente conservata nel castello di Pange presso Metz (opera non localizzata).

## Galleria d'immagini

Opere di Jean-Marie Bonnassieux
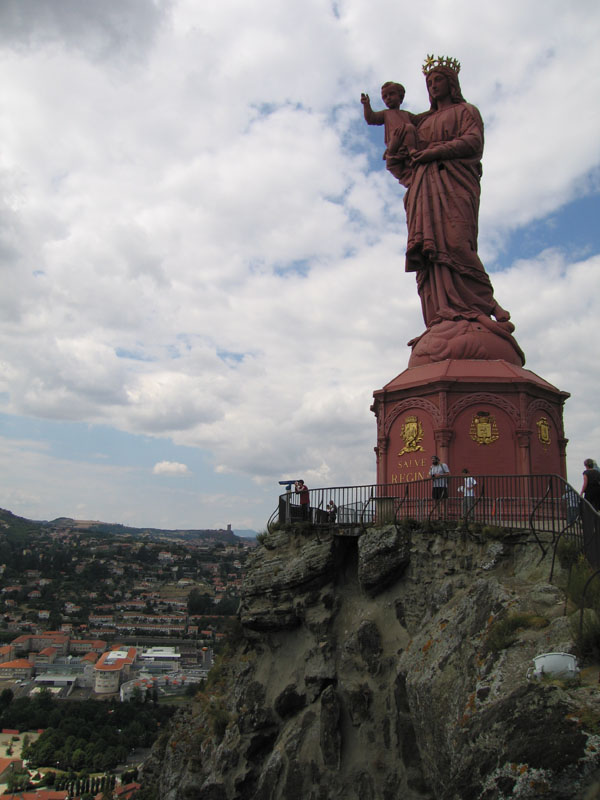
Statua di Notre-Dame de France (1860), Le Puy-en-Velay.
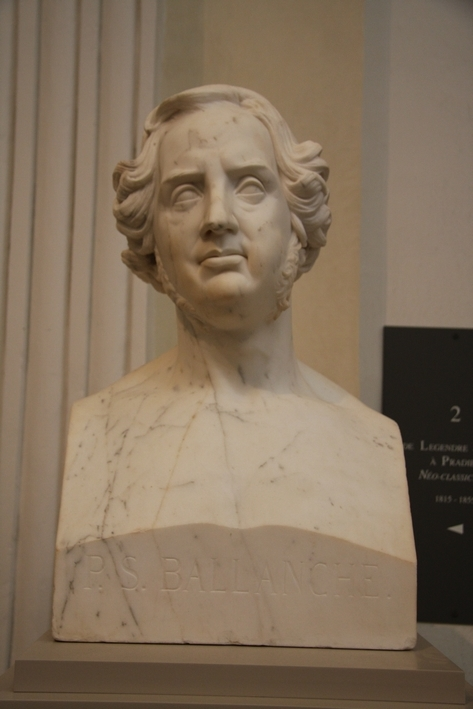
Pierre-Simon Ballanche (1849), Museo delle Belle Arti di Lione.
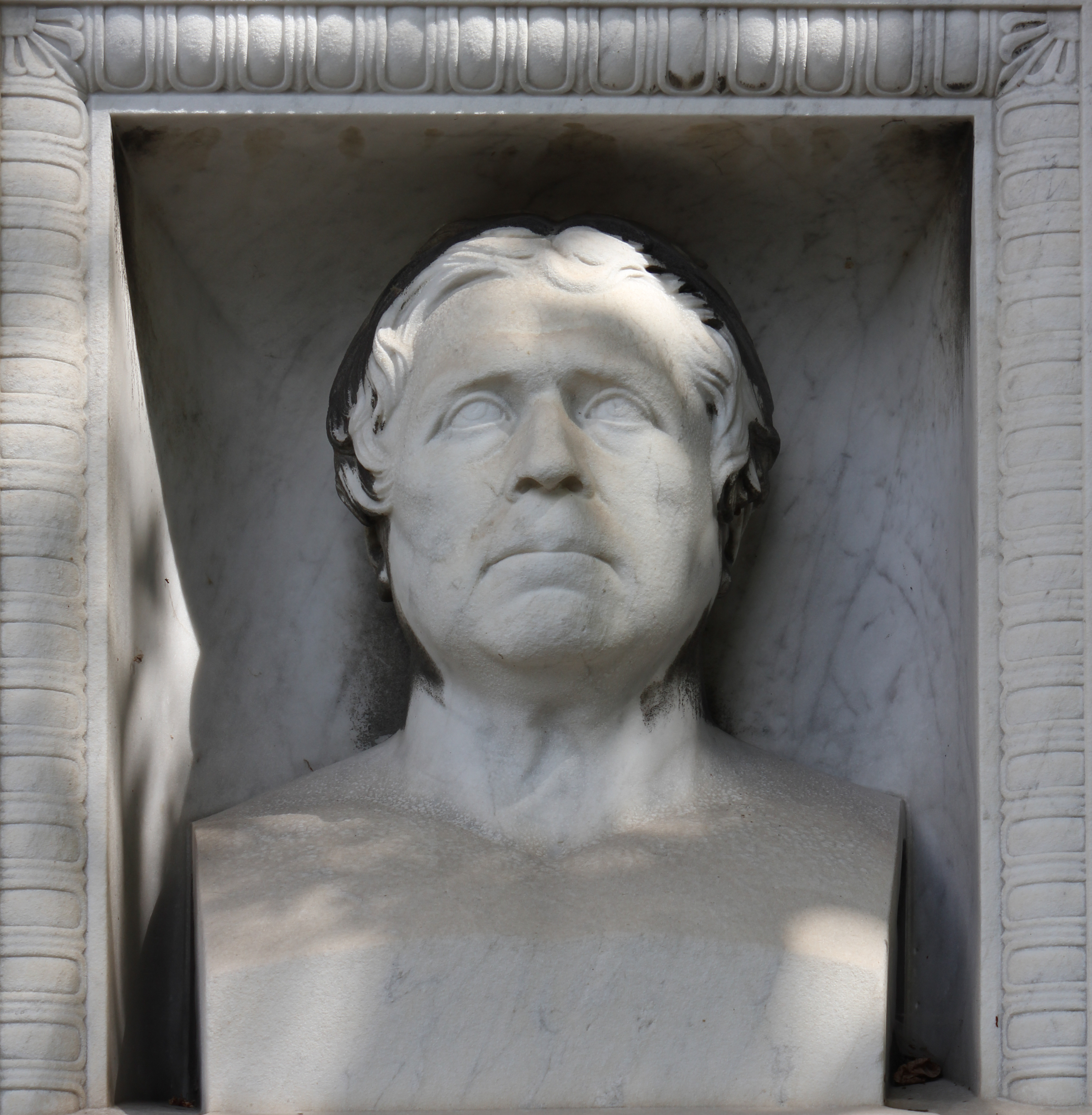
Jean Auguste Dominique Ingres (1868), Parigi, cimitero di Père-Lachaise.
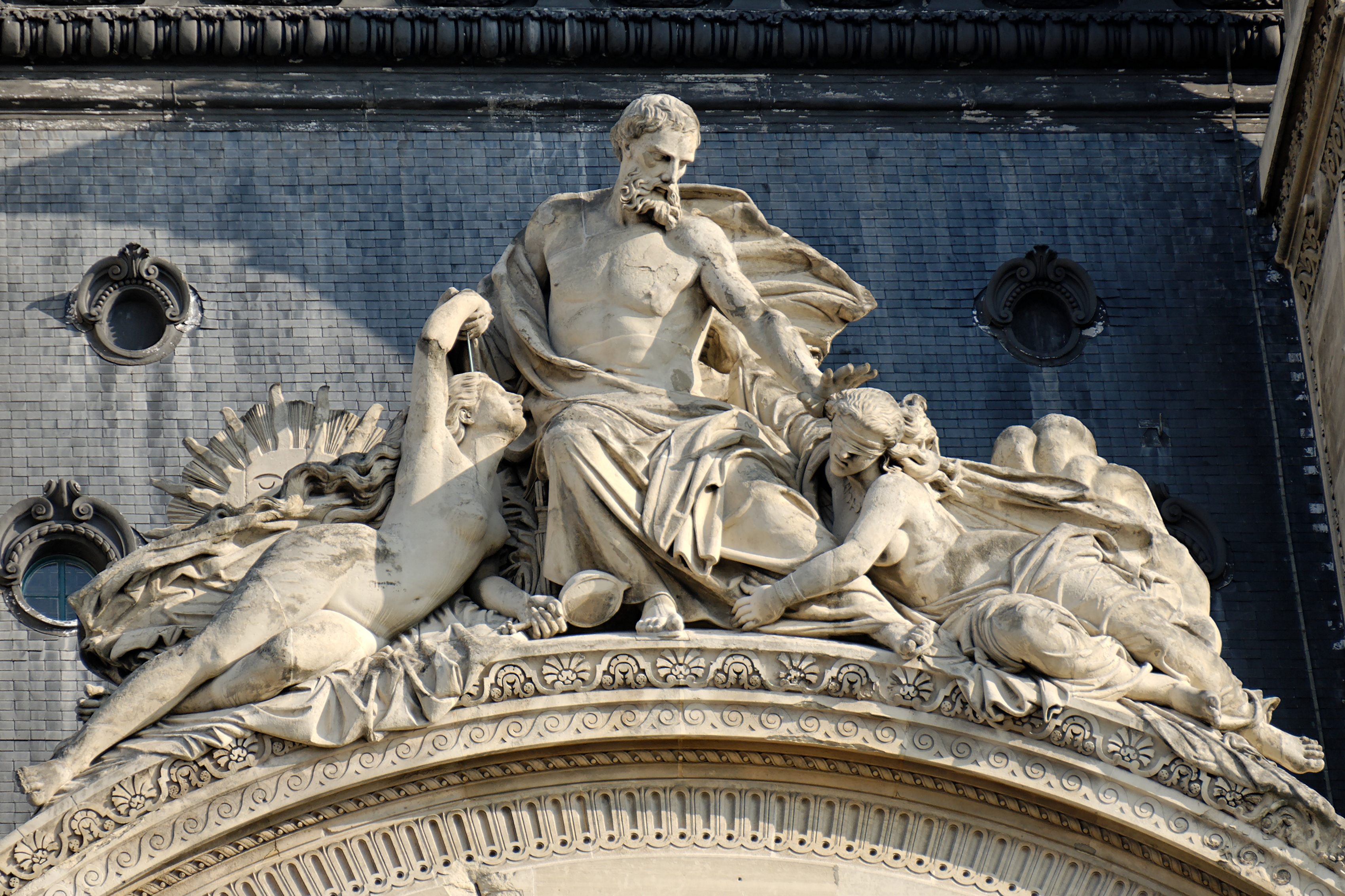
Frontone del padiglione de Marsan, Parigi, palazzo del Louvre.
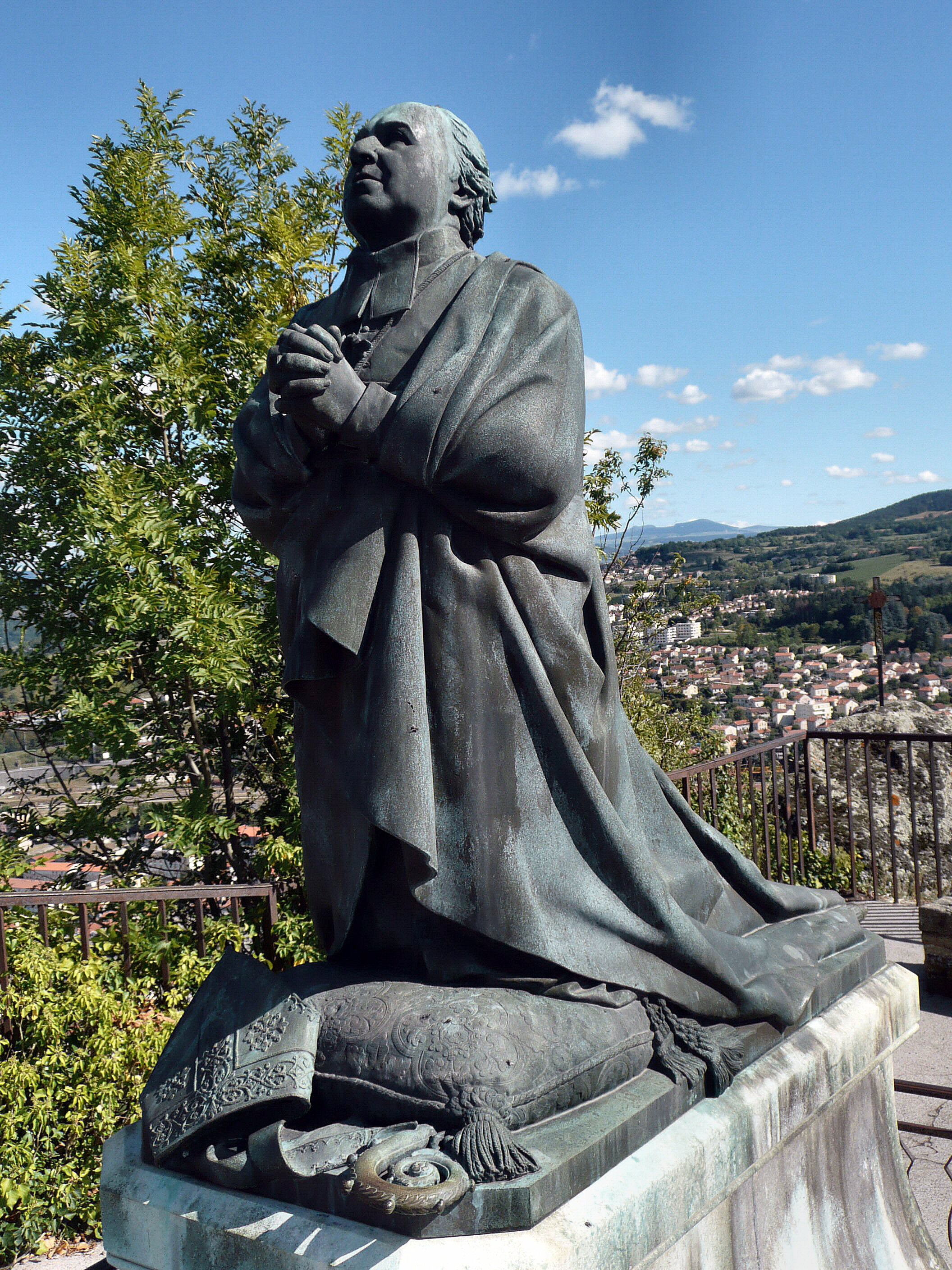
Mons. de Morlhon (1864), Le Puy-en-Velay, rocher Corneille.

### Fonti
- (FR)  Pierre Kjellberg, Le Nouveau guide des statues de Paris, Paris, La Bibliothèque des Arts, 1988.
- (FR)  Emmanuel Schwartz, Les Sculptures de l'École des Beaux-Arts de Paris. Histoire, doctrines, catalogue, Paris, École nationale supérieure des Beaux-Arts, 2003.